# Johannes Witek
Johannes Witek (* 1981 in Linz) ist ein österreichischer Schriftsteller. Witek studierte Germanistik und veröffentlichte Kurzprosa und Lyrik in Anthologien und Zeitschriften wie DUM, EXOT, Signaturen, Lichtwolf und zahlreichen anderen. Er lebt in Salzburg. 

## Einzeltitel
- Was sie im Norden der Insel als Mond anbeten, kommt bei uns im Süden in die Sachertorte. Gedichte. Gedichte und Kurzprosa. Chaotic-Revelry-Verl., 2010.
- Gebete an den Alligator und die Klimaanlage. Gedichte und Kurzprosa. Chaotic-Revelry-Verl., 2011
- Voltaires Arschbacken. Roman. Chaotic-Revelry-Verl., 2013.
- Wenn alle Sängerknaben der Welt das hohe C singen, muss ich mir in den Kopf schießen. Gedichte und Kurzprosa. Chaotic-Revelry-Verl., 2014. ISBN 978-3-9815811-4-0.
- Salzburg Flood. Gedichte. container press, 2019. ISBN 978-3-948172-01-5